# Mathias Gall
Mathias Gall es un deportista de la RDA que compitió en vela en la clase 470. Ganó una medalla de bronce en el Campeonato Mundial de 470 de 1985.

## Palmarés internacional
| \| Campeonato Mundial \| Campeonato Mundial \| Campeonato Mundial \| Campeonato Mundial \| \| Año \| Lugar \| Medalla \| Clase \| \| ------------------ \| -------------------------- \| ------------------ \| ------------------ \| \| 1985 \| Marina di Carrara (Italia) \| Medalla de bronce \| 470 \| |                            |                   |       |
| Campeonato Mundial |                            |                   |       |
| Año | Lugar                      | Medalla           | Clase |
| 1985 | Marina di Carrara (Italia) | Medalla de bronce | 470   |